# Connie Achurra
Connie Achurra là một đầu bếp truyền hình Chile và nhà hoạt động ăn uống lành mạnh, là con gái của Patricio Achurra, cô bị chứng cuồng ăn khi còn trẻ.

## Công việc
Connie Achurra sinh ra ở Chile, con gái của nam diễn viên Patricio Achurra, em gái của nam diễn viên Ignacio Achurra, và Macarena Achurra, nhiếp ảnh gia chuyên nghiệp. Cô theo học tại trường Đại học Thị trưởng, nhưng chưa lấy bằng. Từ 13 đến 22 tuổi, Connie bị chứng cuồng ăn cho đến khi cô bị anh trai bắt và cuối cùng mẹ cô cũng phát hiện ra. Gia đình cô đã gửi cô đến một số chuyên gia khác nhau để giúp cô. Sau khi gặp các bác sĩ và nhà tâm lý học, cô được chẩn đoán mắc chứng nghiện đường và tìm cách cắt bỏ đường tinh chế khỏi chế độ ăn uống của mình.
Cuối cùng cô bắt đầu làm việc tại Televisión Nacional de Chile, nơi cô gặp người chồng tương lai của mình. Sau khi cả hai bị sa thải, Achurra đã thành lập một xưởng phục chế đồ nội thất có tên tiếng Ba Tư Biobío với sự hỗ trợ tài chính từ mẹ cô. Cô quảng bá công việc của mình trên Facebook và bắt đầu thu hút khách hàng. Achurra cũng bắt đầu đăng bài về ăn uống lành mạnh, đặc biệt là cách tạo ra món tráng miệng mà không cần sử dụng đường tinh chế. Điều này đã trở nên phổ biến trên Facebook, và cô ấy đã tổ chức hội thảo cho những người khác tham dự và học hỏi công thức nấu ăn. Sau đó, cô bắt đầu giới thiệu Mi Lado Dulce trên đài truyền hình Canal 13. Năm 2017, cuốn sách nấu ăn đầu tiên của cô đã được xuất bản, mang tên Cocina sana y feliz (Nhà bếp lành mạnh và hạnh phúc).

## Cuộc sống cá nhân
Achurra có hai cô con gái với chồng là Claudio Carrizo, một nhà sản xuất âm nhạc. Cô đã nhấn mạnh tầm quan trọng khi trẻ em học thói quen ăn uống lành mạnh thông qua các ví dụ về người lớn xung quanh chúng.

## Liên kết mở rộng
- Website chính thức